# Aseptis pausis
Aseptis pausis là một loài bướm đêm trong họ Noctuidae.